# Lotru-bjergene
Lotru-bjergene (rumænsk: Munții Lotrului) er en gruppe bjerge, der er en del af de sydlige Karpater i Rumænien . Den højeste top er Șteflești Peak på 2.242 moh. 